# 離岸風力發電

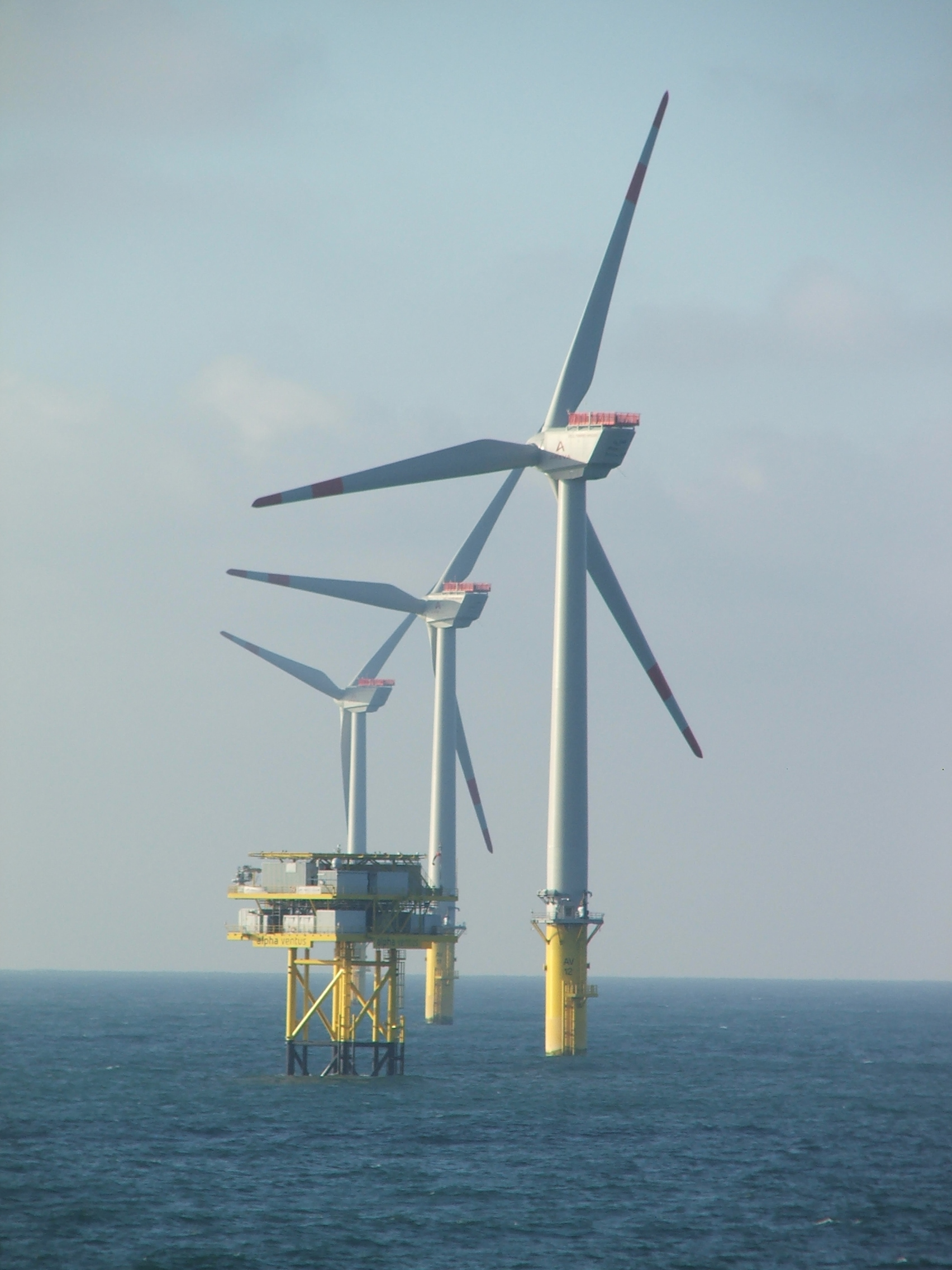
北海Alpha Ventus離岸風力發電場的風力發動機及變電所

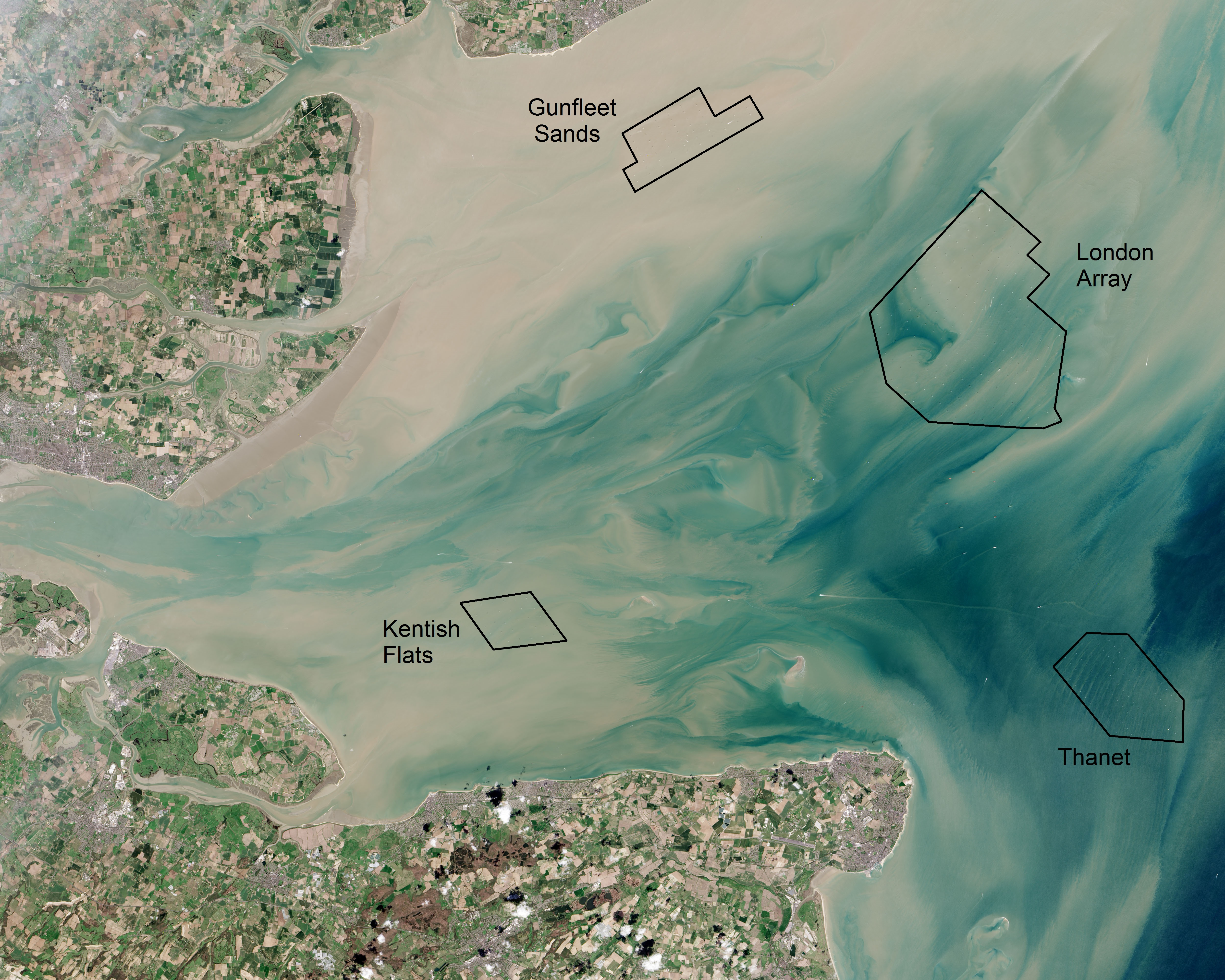
泰晤士河口的四個離岸風力發電場：Kentish Flats、Gunfleet Sands、Thanet及倫敦陣列，其中的倫敦陣列為世界最大的四個離岸風力發電場之一。

離岸風力發電（Offshore wind power），亦稱離岸風力能源，指在海洋或大型水域建設風力發電廠以產生電力的技術。與陸上風電相比，離岸風場享有更高風速與更穩定風向，使同等裝機容量下發電量顯著提升。此類設施選址涵蓋近岸淺水區（如湖泊、峽灣）至深水海域，目前主流採用固定式基礎風機，而適用深水的浮式風機技術仍處發展階段。
離岸風電因遠離居住區，對景觀與居民的影響較小，社會接受度普遍高於陸上風電。根據全球风能理事会（GWEC）統計，2022年全球離岸風電總裝機容量達64.3吉瓦（GW），其中中國（49%）、英國（22%）與德國（13%）合計佔全球75%以上。英國1.4GW的Hornsea Project Two為現役最大單一風場，規劃中的多格灘風場（4.8GW）與台灣彰化風場（2.4GW）將進一步刷新規模紀錄。
成本方面，離岸風電長期高於陸上風電，但2019年全球平均成本已降至78美元/MWh，歐洲更於2017年實現與傳統能源價格競爭。其核心優勢在於更高容量因數——海上穩定強風可使相同額定容量的風機年發電量提升50%以上。儘管2020年時離岸風電僅佔全球發電量不到1%，但2010年代年均成長率超過30%，現已成為北歐電力系統重要組成部分。

## 歷史
歐洲是海上風電的世界領先者，1991年在丹麥安裝了第一座離岸風電場（Vindeby） 。2009年，歐洲海上風機平均額定容量約為3 MW，未來風機容量預計將增至5 GW 。
到2014年1月，已經在歐洲建設了69個離岸風電場，年平均額定容量為482 MW 。 歐洲海域離岸風電場總裝機容量達到6,562 MW。英國迄今為止最大容量為3,681 MW。丹麥排在第二位，安裝了127.1 MW，比利時排在第三位，總計571 MW。 其次是荷蘭（247 MW），瑞典（212 MW），芬蘭（26 MW），愛爾蘭（25 MW），西班牙（5 MW），挪威（2 MW）和葡萄牙（2 MW））。
在歐洲以外，中華人民共和國政府已經制定了到2015年安裝離岸風電裝機容量5 GW的宏偉目標，到2020年將達到30 GW，這將超出其他國家的容量。 然而，2014年5月，中華人民共和國離岸風電裝機容量為565 MW 。2016年中國離岸風電裝機容量增加到832 MW，其中636 MW是中華人民共和國製造。

## 挑戰
- 風機壽命為20-25年，[16]在丹麥有專門的除役公司，能以每百萬瓦2到4百萬丹麥克朗的價格回收機組，此費用於建構時由擁有者所保證。[17]
- 風機結構的自然頻率應避開震動頻率。
- 風機葉片的疲勞載荷[18]。
- 強烈海風吹起的海浪造成「鹹水煙」，可能嚴重侵蝕風力發電機結構與電氣設備[19]。
- 運輸時的受力和損壞評估
- 腐蝕[20]
- 施工不易[21][22]
- 維修不易[23]
- 風力電場對航行安全的影響[24]。
- 離岸風力電場對漁業的影響[25]。

## 垂直軸風力發電機
在離岸風力發電裝置須要有浮體結構把發電裝置浮在海面高處，加上高聳的發電機組使得重心很高，浮體結構須有相對大體積，才能在起伏不定，甚至是風暴中的海面保持穩定。因此建構成本較岸上的高。
有研究指出，在離岸風力發電的場合使用把垂直軸風力發電機會有較高的成本效益。這是由垂直軸風力發電機的發電機組安裝在近海面的位置，整體重心較低，較細小、平宜的浮體結構就已足夠。
此外，近海面的發電機組在維修時，維修人員不用在不完全穩定的海面登上高放，難度及時間也減少了。
該研究報報指出，在同樣的成本下使用垂直軸風力發電機的離岸風力發電會有比使用傳統的水平軸風力發電機有更高的發電量。
在2023年，有報道日本多家機構一起積極研究在離岸風力發電中使用垂直軸風力發電機。

## 展望
對2020年的預測估計，歐洲水域的離岸風電場容量為40 GW，這將提供歐盟電力需求的4％。歐洲風能協會（WindEurope）已經設定到2020年達到40 GW的目標，到2030年達到150 GW。預計到2020年，全球離岸風電裝機容量將達到75 GW，其中有來自中國大陸和美國將顯著的貢獻。
經濟合作與發展組織（OECD）預計，到2030年，離岸風電將在2030年達到海洋經濟的8％，其產業將僱用43.5萬人，增加價值2300億美元。

## 各地的離岸風電

### 台灣

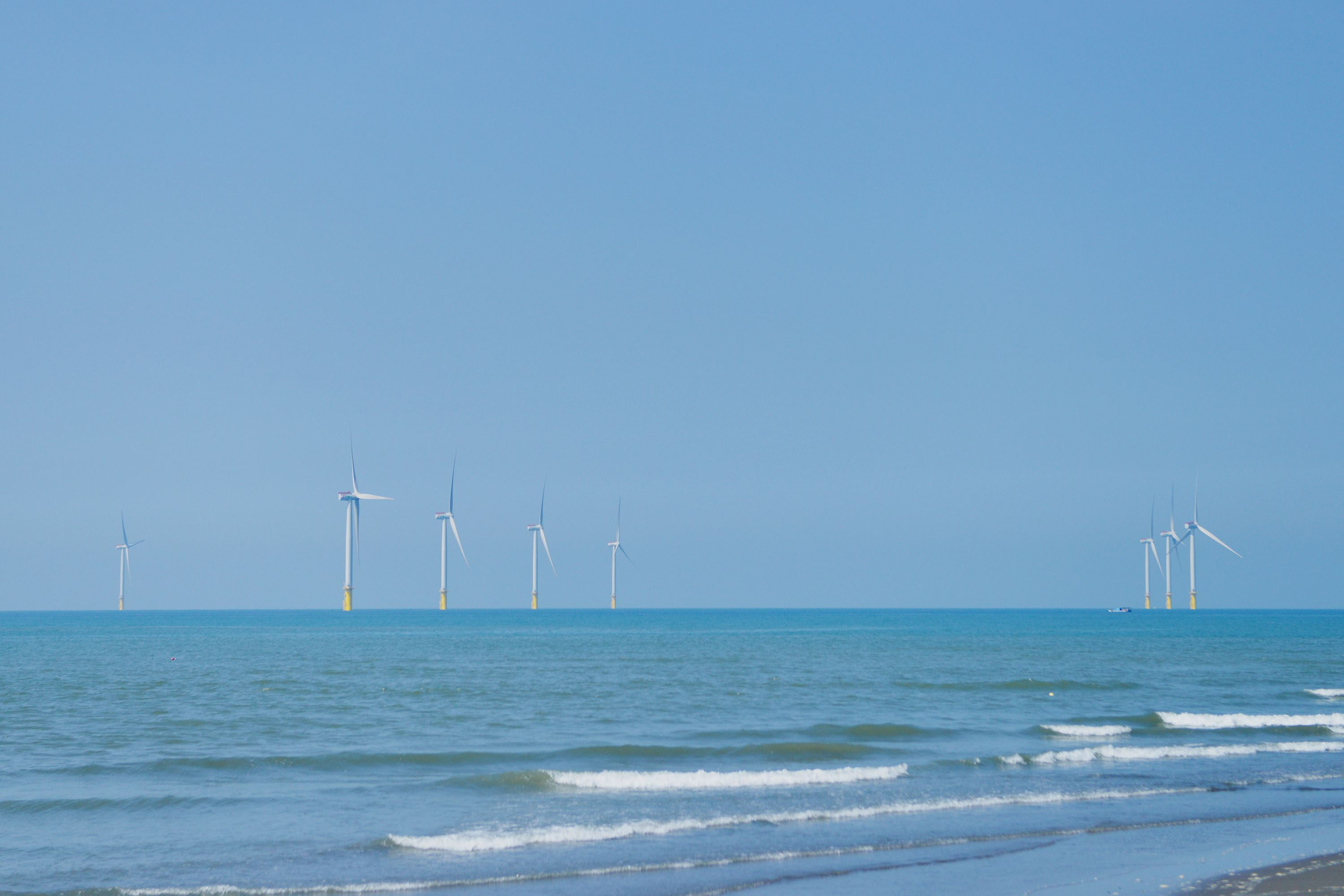
苗栗縣後龍外海 海洋離岸風力發電場

台灣東部海域幾無大陸棚，陡深的海深不適合發展離岸風力發電，因此風機都建在西部的台灣海峽上。但台灣海峽經鑽探發現海床沉積物主要成分為粉土和黏土，地底下80公尺仍未見岩盤。此外，和歐洲北海的風場相比，台灣地震強又多，所以耐震是很重要的議題，在設計風機時需考量土壤液化和樁土互制等等。目前台灣離岸風機都使用進口的發電機組。
2019年4月，沃旭做出大彰化東南及西南第一階段風場最終投資決定（final investment decision）後，也正式與西門子歌美颯簽署供應合約，協力促成亞太首座、同時也是歐洲地區以外第一座風機機艙組裝廠落腳台灣。
根據經濟部表示，台灣累計至 2023 年底已安裝 283 座風力機，更完成 2.25GW 的風場建置，達成原定 2023 年離岸風電設置的 2.03 至 2.43GW 目標。

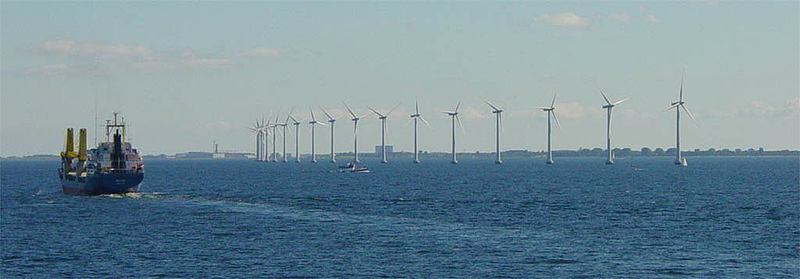
丹麥哥本哈根附近的海上風力渦輪機

| 排名 | 國家     | 2016   | 2017   | 2018   | 2019   | 2020   | 2021   | 2022   | 2023   |
| ---- | -------- | ------ | ------ | ------ | ------ | ------ | ------ | ------ | ------ |
| 1    | 中國大陸 | 1,627  | 2,788  | 4,588  | 6,838  | 9,996  | 19,747 | 26,563 | 31,527 |
| 2    | 英國     | 5,156  | 6,651  | 7,963  | 9,723  | 10,428 | 12,281 | 13,601 | 14,741 |
| 3    | 德國     | 4,108  | 5,411  | 6,380  | 7,493  | 7,689  | 7,701  | 8,043  | 8,300  |
| 4    | 荷蘭     | 1,118  | 1,118  | 1,118  | 1,118  | 2,611  | 3,010  | 3,010  | 5,269  |
| 5    | 丹麥     | 1,271  | 1,268  | 1,329  | 1,703  | 1,703  | 2,343  | 2,343  | 2,343  |
| 6    | 比利時   | 712    | 877    | 1,186  | 1,556  | 2,261  | 2,263  | 2,263  | 2,263  |
| 7    | 法國     | 0      | 2      | 2      | 2      | 2      | 2      | 482    | 978    |
| 8    | 台灣     | 0      | 8      | 8      | 128    | 128    | 237    | 237    | 613    |
| 9    | 越南     | 99     | 99     | 99     | 99     | 99     | 99     | 396    | 496    |
| 10   | 日本     | 60     | 65     | 65     | 85     | 85     | 85     | 225    | 346    |
| 11   | 瑞典     | 202    | 202    | 192    | 191    | 192    | 191    | 191    | 191    |
| 12   | 南韓     | 35     | 38     | 73     | 73     | 136    | 104    | 112    | 112    |
| 13   | 挪威     | 2      | 2      | 2      | 2      | 2      | 6      | 8      | 96     |
| 14   | 芬蘭     | 32     | 92     | 87     | 71     | 71     | 71     | 71     | 71     |
| 15   | 美國     | 30     | 30     | 30     | 30     | 42     | 42     | 42     | 42     |
| 16   | 義大利   | 0      | 0      | 0      | 0      | 0      | 0      | 30     | 30     |
| =17  | 愛爾蘭   | 25     | 25     | 25     | 25     | 25     | 25     | 25     | 25     |
| =17  | 葡萄牙   | 0      | 0      | 0      | 0      | 25     | 25     | 25     | 25     |
| 19   | 西班牙   | 5      | 5      | 5      | 5      | 5      | 5      | 5      | 7      |
|      | 世界總計 | 14,482 | 18,658 | 23,140 | 29,142 | 35,500 | 48,176 | 57,609 | 67,475 |
|      | 增加率   | -      | 28.8%  | 24.0%  | 25.9%  | 21.8%  | 35.7%  | 19.6%  | 17.1%  |